# 萌え米

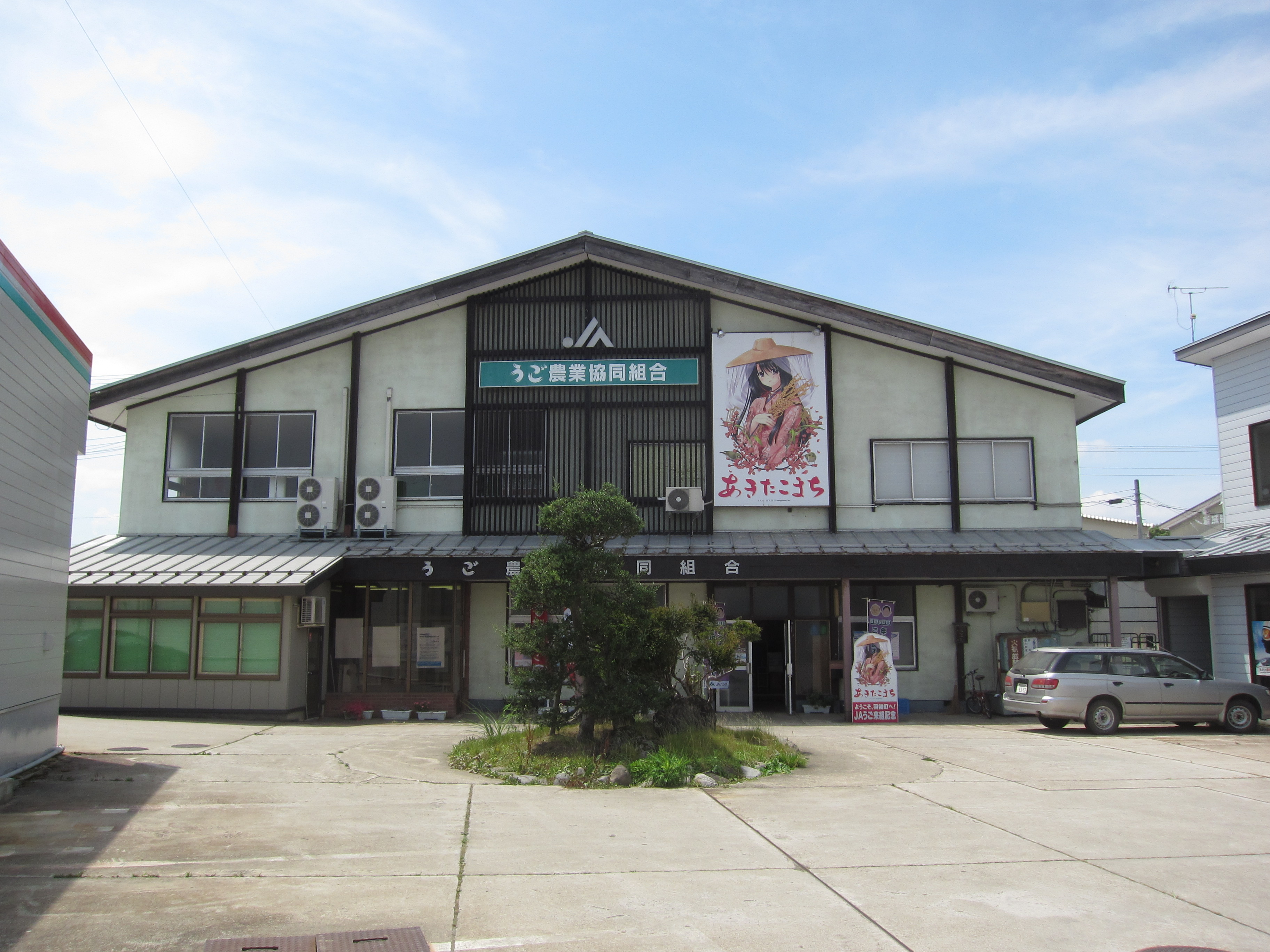
JAうご本所外観

萌え米（もえまい）とは、パッケージに萌え絵や美少女イラストを取り入れた米の販売形態の一種である。

## 概要
著名なものとしては、秋田県能代市の個人企業・BANS Corp.（バンズ コーポレーション）、秋田県雄勝郡羽後町のうご農業協同組合（JAうご）から発売されているあきたこまちがあり、パッケージには和風の美少女が描かれている。また、2006年には萌えみのりがイネの栽培品種水稲農林416号として登録され、2009年に発売された「鹿角の萌えみのり」はパッケージにイメージキャラクターの「みのりん」が描かれている。
萌え米は、JAが米の需要拡大を模索していた中で、パッケージに当時大衆化しつつあったサブカルチャーの美少女キャラクターを起用し、アニメや出版業界とタイアップして全国的な著名性を獲得することとなった。
米の通常の販路だけではなく、漫画やアニメ、ゲームなどを扱う店で販売されることもある。
日本だけでなく台湾の屏東県東港鎮でも「東津萌米 穂姫」という萌え米プロジェクトが展開された｡

## JAうごの萌え米
秋田県産のあきたこまちの精米・玄米の包装に、西又葵による市女笠姿の美少女イラストをあしらっている。JAうごの本所・営農販売課での販売の他、インターネット通販を行っている。羽後町出身で東京の出版社に勤める男性が仕掛け人となり、2008年9月22日の発売開始から同年10月末までに県外の若者男性を中心に2,500件、30トンの売上があった。羽後町では2007年から商店街の催事で美少女イラストコンテストを開催したりPOPが商工会マスコットや観光マップを手がけるなど、美少女イラストを活用した地域おこしに取り組んでいる。